# Варга, Имре (дзюдоист)
Имре Варга (венг. Imre Varga; 19 августа 1945, Надьсенаш, Бекеш — 18 сентября 2011, Будапешт) — венгерский дзюдоист, многократный чемпион Венгрии, призёр чемпионатов Европы и мира, участник трёх Олимпиад.

## Карьера
Выступал в полутяжёлой (до 95 кг), тяжёлой (свыше 95 кг) и абсолютной весовых категориях. В 1971—1980 годах 12 раз становился чемпионом Венгрии. Победитель и призёр международных турниров. Серебряный (1978 и 1980 годы) и бронзовый (1974, 1978, 1979) призёр чемпионатов Европы. Бронзовый призёр чемпионата мира 1979 года в Париже.
На летних Олимпийских играх 1972 года в Мюнхене Варга выступал в полутяжёлой категории. В первой же схватке он проиграл канадцу Терри Фарнсворту и завершил выступление, оказавшись на 19-м место итогового протокола.
К Олимпиаде 1976 года в Монреале Варга перешёл в тяжёлую категорию. На этих играх он стал 11-м.
На следующей Олимпиаде в Москве Варга выступал в абсолютной категории. Он победил кувейтца Сайеда Фархада, но проиграл дзюдоисту из КНДР Киму Мунгю и занял 8-е место.